# La stangata (programma televisivo)
La stangata è stato un quiz televisivo andato in onda dal 14 dicembre 2009 al 10 gennaio 2010 su Canale 5 e condotto da Gerry Scotti. Il programma è stato realizzato presso gli Studi Le Robinie (Cologno Monzese).

## Scopo del gioco
Il gioco è basato sul format The Sting/El Golpe in cui cinque concorrenti possono vincere fino a un massimo di 210000 € e una sfida nel quale l'arrivo in finale è determinato non dalla conoscenza delle risposte alle domande ma dagli errori dell'avversario, individuando quello più debole.
Il tutto si svolge in tre fasi:
- Caccia alla taglia
- Testa a testa
- La stangata

### Caccia alla taglia
Nella prima fase, i cinque concorrenti si siedono in un tavolo pentagonale e hanno una somma iniziale di 30000 € nel quale la giocata minima è di 5000 €.
Il concorrente che inizia a giocare sceglie una di 15 domande con quattro opzioni di risposta a disposizione dove decide a chi girarla e quanto puntare sul suo errore obbligando l'avversario a giocarsi la stessa somma; se egli darà la risposta esatta aggiungerà al suo montepremi la somma puntata altrimenti la perde.
Saranno fatti in tutto due giri di domande, chi riuscirà a far perdere tutto il montepremi all'avversario vincerà una taglia di 20000 € e lo farà eliminare.
Passeranno il turno i due concorrenti col montepremi più alto tra quelli ancora in gioco.

### Testa a testa
In questa fase verranno fatte due domande a testa girandole all'avversario dove si potranno puntare minimo 20000 € sull'errore di quest'ultimo.
Il concorrente che inizia sceglie una delle quattro domande con quattro opzioni di risposta da girare all'avversario dopo averne valutato il grado di difficoltà, alla fine va alla fase finale il giocatore col montepremi più alto.

### La stangata
In questo round finale, il concorrente che ha sbaragliato tutti gli avversari se la gioca contro il banco rappresentato dal conduttore e dove tutto il montepremi che ha accumulato verrà diviso in cinque parti (4%, 8%, 14%, 24%, 50%) per cinque domande.
Ad ogni domanda ci sono tre opzioni di risposta, e il giocatore ne sceglie due di queste. Il concorrente può dare la risposta coperta o scoprirla pagandola la metà del montepremi. Se la risposta data è corretta vince la parte di montepremi altrimenti l'intero valore andrà al banco. Se invece il concorrente decide di vedere l'opzione nascosta regala automaticamente al banco metà del valore della domanda.
In caso di parità tra banco e concorrente il valore dell'ultima domanda è aumentato di 1 €; all'ultima domanda il banco può concedere una via d'uscita offrendo al concorrente metà del montepremi accumulato fino alla quarta domanda, svelando l'opzione coperta e togliendo una risposta sbagliata delle tre.
Se il concorrente alla fine avrà il montepremi più alto del banco vince la somma conquistata altrimenti non vince nulla e in ogni caso torna di diritto alla puntata successiva.